# Cordoba-Kammratte
Die Cordoba- oder Berg-Kammratte (Ctenomys bergi) ist eine Art der Kammratten. Die Art kommt im nördlich zentralen Argentinien vor, wo sie nur in der Provinz Córdoba nachgewiesen ist.

## Merkmale
Die Cordoba-Kammratte erreicht eine Kopf-Rumpf-Länge von 15,7 bis 16,3 Zentimetern bei den Männchen und 13,2 bis 14,4 Zentimetern bei den Weibchen bei einer Schwanzlänge von 7,4 Zentimeter. Angaben für das Gewicht liegen nicht vor. Es handelt sich damit um eine vergleichsweise kleine bis mittelgroße Art der Gattung. Die Rückenfärbung ist einfarbig sand- bis kitzbraun, die Bauchfärbung heller kitzbraun. Das Gesicht von der Schnauze bis zu dem Bereich zwischen den Ohren ist dunkelbraun.
Der Schädel ist klein und schmal mit abgerundeten Seiten. Die Nasenbeine sind schmal mit parallelen Seiten oder im hinteren Bereich leicht verengt. Die Jochbögen sind schmal, und die Breite des Schädels ist zwischen den Ohröffnungen größer als die Jochbogenbreite. Die Paukenblasen sind groß und aufgeschwollen.

## Verbreitung
Das Verbreitungsgebiet der Cordoba-Kammratte ist auf das nördlich zentrale Argentinien begrenzt, wo sie als Endemit nur in der Provinz Córdoba nachgewiesen ist.

## Lebensweise
Über die Lebensweise der Cordoba-Kammratte liegen wie bei den meisten Arten der Kammratten nur sehr wenige Informationen vor. Sie lebt wie alle Kammratten weitgehend unterirdisch in Gangsystemen, die sie in trocken-sandigen Böden der Chaco-Region anlegt. Die Tiere ernähren sich vegetarisch von den verfügbaren Pflanzen, vor allem von oberirdischen Teilen von Gräsern und Laub. Sie sind Einzelgänger (solitär).

## Systematik
Die Cordoba-Kammratte wird als eigenständige Art innerhalb der Gattung der Kammratten (Ctenomys) eingeordnet, die aus etwa 70 Arten besteht. Die wissenschaftliche Erstbeschreibung der Art stammt von dem britischen Zoologen Oldfield Thomas aus dem Jahr 1902, der sie anhand eines ausgewachsenen männlichen Tieres aus dem Departamento Cruz del Eje in der argentinischen Provinz Córdoba beschrieb. Teilweise wurde sie der Mendoza-Kammratte (Ctenomys mendocinus) zugeordnet.
Innerhalb der Art werden neben der Nominatform keine Unterarten unterschieden. Benannt wurde Ctenomys bergi nach dem Entomologen und Naturforscher Carlos Berg.

## Status, Bedrohung und Schutz
Die Cordoba-Kammratte wird von der International Union for Conservation of Nature and Natural Resources (IUCN) als bedroht („endangered“) eingeordnet. Begründet wird dies mit dem vergleichsweise kleinen nutzbaren Verbreitungsgebiet von etwa 28 km² sowie der Fragmentierung der Populationen innerhalb des Gebietes, wo sie nur von fünf Lokalitäten bekannt ist. Als Hauptbedrohung wird der Rückgang der verfügbaren Habitate durch den Ausbau der Landwirtschaft betrachtet. Diese Art ist auf natürliches Grasland über Sanddünen beschränkt, die als gefährdete Lebensräume gelten.

## Belege
1. 1 2 3 4 5 6 7  Cordoba Tuco-tuco. In: T.R.O. Freitas: Family Ctenomyidae In: Don E. Wilson, T.E. Lacher, Jr., Russell A. Mittermeier (Herausgeber): Handbook of the Mammals of the World: Lagomorphs and Rodents 1. (HMW, Band 6) Lynx Edicions, Barcelona 2016, S. 532. ISBN 978-84-941892-3-4.
2. 1 2 3  Ctenomys bergi. In: Don E. Wilson, DeeAnn M. Reeder (Hrsg.): Mammal Species of the World. A taxonomic and geographic Reference. 2 Bände. 3. Auflage. Johns Hopkins University Press, Baltimore MD 2005, ISBN 0-8018-8221-4.
3. ↑  „Berg.“ In: Bo Beolens, Michael Grayson, Michael Watkins: The Eponym Dictionary of Mammals. Johns Hopkins University Press, 2009; S. 39; ISBN 978-0-8018-9304-9.
4. 1 2  Ctenomys bergi in der Roten Liste gefährdeter Arten der IUCN 2019. Eingestellt von: C. J. Bidau, 2016. Abgerufen am 12. Mai 2020.